# 植物大战僵尸：英雄
《植物大戰殭屍：英雄》是一款卡牌游戏，由寶開遊戲和美商藝電開發。該作分別在2016年3月10日、6月3日以及7月22日於紐西蘭、加拿大、澳大利亞和愛爾蘭進行測試，然後在2016年10月18日登陸iOS、Android平台在全球市場上架（除了中国大陆）推出多國語言版本。

## 游戏
在“植物大战僵尸：英雄”中，每位玩家都是从他们所选择的40张牌所组成的卡组开始，使用他们收集的牌。比赛场地有五条道路，其中一些可能是高地或水池（这将引发各种不同的效果）。任何空的道路上可以放置一张卡（除非该卡具有“组队”或「進化」功能，在这种情况下，1张“组队”卡可以与普通卡放置在同一条道路上，也就是说每条道最多可以放置两张卡,一張帶有植物或僵尸進化的卡可使用在其他卡上,使用後可造成一些效果,還有一種情況,可以把一張卡放置於一張帶有融合的卡） 。只有“两栖”卡可以放在水池里。每张牌都有不同的花费，植物玩家使用阳光而僵尸使用大脑来打出卡牌。每个玩家和卡牌都有一定的血量值，如果他们血量被降低为零会被击败。每轮由四个阶段组成：僵尸出牌，植物出牌，僵尸锦囊牌和开战阶段。当其中一名玩家的生命变为0时，对手获胜。植物和僵尸都有11个（先前为10个）可玩英雄，每个英雄都有自己的独特特征，其中一些最初见于植物大战僵尸:花园战争2，植物大战僵尸2：奇妙时空之旅或植物大战僵尸：冒险。各种各样的任务，奖励和挑战可以让玩家赚取游戏币，从而获得更多的收藏卡。

## 争议
尽管游戏的基本游戏和操作方式与炉石传说较为相似，但它具有一些独特的功能。其中一个是漫画风格的艺术设计，其背景音乐创造了一个非常不同于炉石传说的氛围。大多数植物和僵尸只能攻击他们同排的敌人——这或许源自于植物大战僵尸系列经典的草坪风格。而且英雄有一个有8个格子格挡槽，受到非必中伤害（见卡牌性质）时会为其充能1-3格，如果此时格挡槽已满则会为格挡这次攻击的伤害并获得一个超能力。此外，游戏中的货币可以比炉石传说更容易和更快地获得。通过观看广告或完成任务，用户可以比在炉石传说中获得的更高的速度解锁卡包。
此外，该游戏也存在着外挂横行的现象，在设计方面也有一定程度的不足。